# Snodgrass Island
Snodgrass Island ist eine 4 km lange Insel vor der Westküste der Antarktischen Halbinsel. In der Gruppe der Pitt-Inseln des Archipels der Biscoe-Inseln liegt sie nordöstlich von Pickwick Island.
Erstmals verzeichnet ist sie auf einer argentinischen Landkarte aus dem Jahr 1957. Das UK Antarctic Place-Names Committee benannte sie 1959 nach Augustus Snodgrass, einer Figur aus dem Fortsetzungsroman Die Pickwickier (1836–1837) des britischen Schriftstellers Charles Dickens.